# Aplidium benhami
Aplidium benhami is een zakpijpensoort uit de familie van de Polyclinidae. De wetenschappelijke naam van de soort is voor het eerst geldig gepubliceerd in 1946 door Brewin.